# Sukamaju (Singingi Hilir)
Sukamaju is een bestuurslaag in het regentschap Kuantan Singingi van de provincie Riau, Indonesië. Sukamaju telt 5428 inwoners (volkstelling 2010).